# Nissan Lannia
Nissan Lannia (кит. трад. 日产蓝鸟, піньїнь: Rìchǎn lánniǎo, буквально «Nissan Bluebird») — компактний седан, вироблений японською автомобільною компанією Nissan, розроблений спеціально для китайського ринку.

## Концепція та дизайн

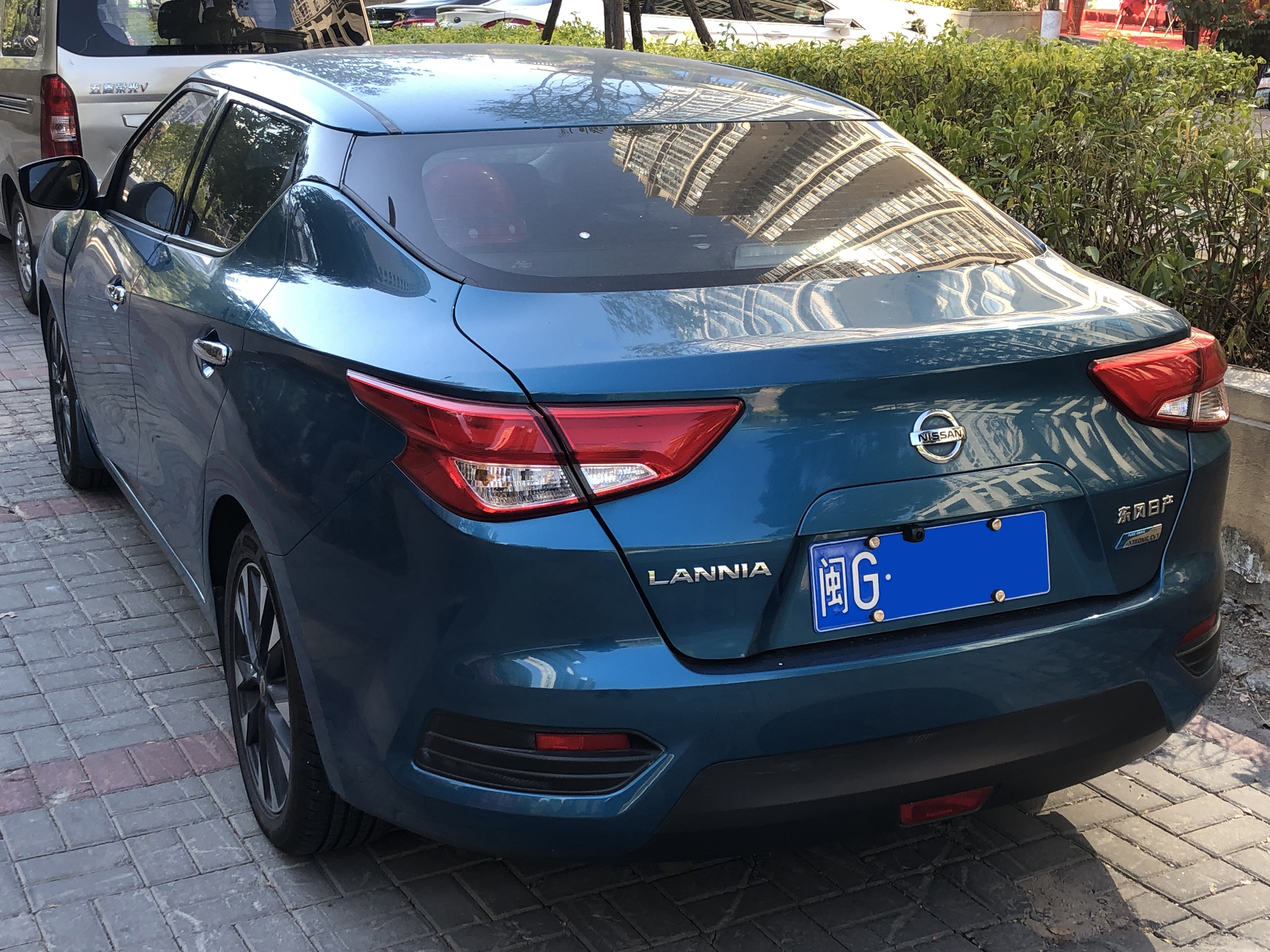
Вид ззаду

На Auto China 2014 у Пекіні компанія Nissan представила концепт нової компактної моделі під назвою «Friend-ME». На цьому ж шоу компанія Nissan представила концепт-дизайн під назвою Lannia. На Auto Shanghai 2015 компанія Nissan вперше показала серійну модель, дизайн якої залишився дуже близьким до концептуального. Це шоу було відзначено як «Найкраща нова модель».  Компанія Nissan розробила Lannia, щоб зацікавити людей віком від 20 до 30 років.

## Виробнича версія
Оголошений під час Шанхайського автосалону 2015 року, серійний Nissan Lannia починається від 105 900 юанів (приблизно 16 419 доларів США). Серійну версію Nissan Lannia виробляє Dongfeng Motor Co., Ltd. (DFL), спільне підприємство Nissan у Китаї. Lannia також оснащена високоефективною підвіскою, системами EPS (Електропідсилювач керма) і VDC (Контроль динаміки автомобіля).
Через низькі продажі Nissan Lannia був знятий з виробництва в Китаї у 2022 році без наступника.

## Двигун
- 1.6 л HR16DE I4 127 к.с

## Обладнання
Lannia пропонує пакет безпеки з моніторингом паркувального місця, системою підтримки смуги руху та системою допомоги у сліпих зонах.